# San Fernando (Camarines Sul)
San Fernando é um município de  quarta classe de renda municipal (d) na província Camarines Sul, nas Filipinas. De acordo com o censo de 1 de maio  de  2020 possui uma população de 38 626 pessoas e 8 313 domicílios.